# Vosgraszanger
De vosgraszanger (Cisticola troglodytes) is een zangvogel uit de familie Cisticolidae.

## Verspreiding en leefgebied
Deze soort komt voor in oostelijk en centraal Afrika en telt twee ondersoorten:
- C. t. troglodytes: van zuidelijk Tsjaad tot noordwestelijk Kenia.
- C. t. ferrugineus: oostelijk Soedan en westelijk Ethiopië.

## Status
De grootte van de populatie is niet gekwantificeerd maar de soort wordt omschreven als plaatselijk algemeen. Op de Rode lijst van de IUCN heeft deze soort de status niet bedreigd.